# César Brunetti
Augusto César Nastari Brunetti (São Paulo, 11 de dezembro de 1948 – São Paulo, 13 de agosto de 2015) foi um compositor brasileiro. Ativo a partir da década de 1980, foi um dos autores de jingles mais prolíficos do Brasil.
Em 1981 participou do Festival MPB Shell com a canção Tango à Brasileira (composta com Fabio De Luca) que chegou até a final no Maracanãzinho em 12 de setembro daquele ano.
Elizeth Cardoso no disco Luz e Esplendor de 1986 gravou a canção Operário Padrão de sua autoria.
Ao lado de colegas de trabalho, formou o bem-humorado grupo Cadafalso, em que exercia sua veia de sátira e crítica social. O conjunto lançou CD homônimo em 1999.

## Jingles de sucesso
Brunetti é o compositor do premiado jingle Pipoca e guaraná e Pizza com Guaraná. Ele compôs ainda o jingle dos comerciais dos bichinhos da Parmalat (O elefante é fã de Parmalat / O porco cor-de-rosa e o macaco também são) e a canção-tema da primeira campanha vencedora de Fernando Henrique Cardoso à presidência (Tá na sua mão, na minha mão, na mão da gente / Fazer de Fernando Henrique nosso presidente).

## Canções de sucesso
Em 1981, Tango à Brasileira no LP MPB Shell 1981 vol 2.
Em 1986, Elizeth Cardoso gravou Operário Padrão.
Em 1986, Ary Toledo gravou a polca Carro de polícia.
Em 1991, a guarânia Tudo para o Paraguai foi gravada pelo grupo Língua de Trapo.

## Discografia
- 1986 - Trocando Figuras - (com Jean Garfunkel, Paulo Garfunkel, e Celso Viáfora) - 
  - https://immub.org/album/trocando-figura-jean-garfunkel-paulo-garfunkel-cesar-brunetti-e-celso-viafora
  - https://immub.org/artista/cesar-brunetti
- 1999 - Cadafalso (com o Grupo Cadafalso) - http://www.discosdobrasil.com.br/discosdobrasil/consulta/detalhe.php?Id_Disco=DI02031

## Prêmios
| Ano  | Prêmio                      | Indicação                                          | Resultado | Ref.  |
| ---- | --------------------------- | -------------------------------------------------- | --------- | ----- |
| 1993 | VII Prêmio Produção Brasil  | Grande Prêmio de Jingle do Ano                     | Venceu    | [ 5 ] |
| 1993 | VII Prêmio Produção Brasil  | Grande Prêmio de Letra                             | Venceu    | [ 5 ] |
| 1993 | VII Prêmio Produção Brasil  | 7 Prêmios "Destaques de Audio"                     | Venceu    | [ 5 ] |
| 1994 | VIII Prêmio Produção Brasil | Grande Prêmio de Jingle do Ano                     | Venceu    | [ 6 ] |
| 1994 | VIII Prêmio Produção Brasil | Grande Prêmio de Spot do Ano                       | Venceu    | [ 6 ] |
| 1994 | VIII Prêmio Produção Brasil | 3 Prêmios "Área: Fonogramas/Jingle/Trilha Cantada" | Venceu    | [ 6 ] |
| 1994 | VIII Prêmio Produção Brasil | "Área: Fonogramas/Trilha Instrumental"             | Venceu    | [ 6 ] |